# Unità di misura giapponesi
Le unità di misura giapponesi costituiscono il sistema di unità di misura tradizionali usato in Giappone, chiamato shaku–kan-hō (尺貫法?, shakkanhō, lett. "sistema shaku–kan", dal nome dell'unità base di lunghezza (尺?, shaku) e  quella di massa (貫?, kan)); è in gran parte basato su quello cinese che si diffuse in Giappone nell'antichità ed è rimasto in gran parte invariato fin dall'adozione delle misure della dinastia Tang nel 701 d.C. Dopo il Rinnovamento Meiji l'Impero giapponese adottò il sistema metrico e definì le unità tradizionali sulla base di quest'ultimo.
Per un certo periodo all'inizio del XX secolo sistema tradizionale, quello metrico e le unità di misura inglesi furono tutte contemporaneamente legali in Giappone. Sebbene il commercio sia stato ormai legalmente obbligato a usare il sistema metrico, quello tradizionale è ancora usato in alcuni casi. Le vecchie misure sono comuni in carpenteria e agricoltura, con attrezzi come scalpelli, spatole, seghe e martelli prodotti in dimensioni misurate in sun e bu. La grandezza dei pavimenti è espressa in termini di tatami.

## Storia
Le unità di misura tradizionali giapponesi sono un adattamento locale di quelle tradizionali cinesi, imposte e corrette in vari momenti da statuti locali e imperiali e cambiate nei dettagli di zona in zona e nel tempo.
Il Giappone firmò la Convention du Mètre nel 1885, le cui clausole entrarono in vigore nel 1886. Nel 1890 ricevette un metro e un chilogrammo prototipo dal Bureau international des poids et mesures. L'anno successivo una legge codificò il sistema giapponese usando come unità fondamentali lo shaku e il kan, derivò quelle rimanenti da questi ultimi e codificò la corrispondenza tra le unità del sistema tradizionale e di quello metrico. Le unità tradizionali furono mantenute come standard formale e il sistema metrico come sistema secondario.
| Shaku                                                                                                  | 尺     | 10/33          | 0,3030         | 0,9942            | 0,9942            |
| Area                                                                                                   | Area   | metri quadrati | metri quadrati | piedi quadrati    | piedi quadrati    |
| Tsubo                                                                                                  | 坪     | 100/30,25      | 3,306          | 35,58             | 35,58             |
| Volume                                                                                                 | Volume | litri          | litri          | galloni americani | galloni imperiali |
| Shō | 升     | 2401/1331      | 1,804          | 0,4765            | 0,3968            |
| Massa                                                                                                  | Massa  | chilogrammi    | chilogrammi    | libbre            | libbre            |
| Kan | 貫     | 15/4           | 3,750          | 8,267             | 8,267             |
| Note: Le definizioni sono esatte mentre le conversioni sono arrotondate a quattro cifre significative. |        |                |                |                   |                   |

Nel 1909 l'impero giapponese legalizzò anche l'uso delle unità inglesi. Dopo la prima guerra mondiale il Ministero dell'agricoltura e commercio stabilì un Comitato per i pesi, le misure e gli standard industriali, che ebbe anche l'incarico di investigare su quale dei tre sistemi di misura adottare. Sulla base del parere del comitato la Dieta Imperiale stabilì il sistema metrico come sistema legale standard a partire dal 1º luglio 1924, permettendo per un periodo transitorio anche l'uso dei due altri sistemi. Il governo e le "industrie principali" avrebbero dovuto convertirsi entro il 1944, e le altre parti entro il 1954. Le scuole primarie — all'epoca obbligatorie — iniziarono a insegnare il sistema metrico. Le agenzie governative e l'Associazione giapponese pesi e misure iniziò a tenere corsi educativi e di conversione, ma incontrò una forte opposizione all'inizio degli anni 1930. I nazionalisti denunciavano il sistema "straniero" come dannoso per l'orgoglio, il linguaggio e la cultura giapponesi, così come restrittivo per il commercio internazionale. Nel 1933 il governo prorogò al 1939 la scadenza per la conversione del primo gruppo di industrie e al 1954 per il resto del paese. I nazionalisti riuscirono ad stabilire un comitato che nel 1938 consigliò al governo di continuare ad usare il sistema "Shaku–Kan" insieme a quello metrico. Nel 1939 l'ordinanza imperiale riguardante la conversione al sistema metrico fu formalmente rivista, esentando indefinitivamente i beni immobili e gli oggetti storici dall'obbligo di convertirsi al sistema metrico. La scadenza per gli altri campi fu prorogata al 31 dicembre 1958.
In seguito alla resa del Giappone al termine della seconda guerra mondiale il Giappone venne occupato dagli Stati Uniti con una conseguente espansione nell'uso del sistema consuetudinario statunitense. La benzina veniva venduti in galloni americani e il tessuto in iarde. La Dieta rivedette le unità di misura e con l'approvazione dell'occupatore promulgò nel giugno 1951 una legge sulle misure che riaffermò la sua attenzione di continuare a promulgare l'uso del sistema metrico, a partire dal primo gennaio 1959. Un gruppo di studiosi, dipendenti pubblici e uomini d'affari organizzò informalmente un Comitato di promozione del sistema metrico, che intraprese una campagna di promozione pubblica e cercando di realizzare la conversione in anticipo sui programmi. Il suo primo successo fu la conversione delle vendite di dolci a Tokyo dal momme al grammo nel settembre 1956; altre industrie seguirono, con la NHK prima tra i media.
Con la maggior parte del pubblico esposto fin dall'infanzia al sistema metrico, questo, al 1º gennaio 1959, divenne il solo sistema di misura legale nella maggior parte delle attività. La conversione del catasto richiese più tempo e fu completata il 31 marzo 1956. L'industria si convertì gradualmente a proprie spese e a volte solo in maniera nominale, come per le viti da 1⁄4 pollice (6,4 mm) diventando "viti ¼". Poiché inizialmente le multe per non essersi adeguati all'uso del sistema metrico erano dell'ordine dei 150 $ e la maggior parte delle agenzie governative preferiva aspettare una conversione volontaria, l'uso del sistema metrico nel 1959 era stimato essere pari all'85%. Per obbligare le persone a passare all'uso delle unità metriche la vendita e verifica di dispositivi che utilizzavano unità non metriche (come righelli marcati solo con shaku e sun) divenne illegale dopo il 1961.
Alcune unità di misura tradizionali sono rimaste in uso a lungo. Alcuni giapponesi descrivono il loro peso in termini di kan. Fino al censimento nazionale del 2005, la superficie delle case era da indicare in tsubo, e la pratica è stata abbandonata solo con quello del 2010. Unità di misura inglesi sono ancora usate in aviazione, per le munizioni, e in vari sport, tra cui golf e baseball.

## Lunghezza
L'unità di lunghezza base giapponese è lo shaku (尺?), derivato dal cinese 尺S, chǐP, che nel tempo cambiò di dimensioni. Originariamente il chi corrispondeva a una spanna misurata completamente aperta dall'estremità del pollice fino alla punta del dito medio. Nel 1984 la Repubblica Popolare Cinese lo definì pari a 1⁄3 metro (33 cm).
Cina, Corea e Giappone usavano "shaku" di dimensioni diverse per scopi diversi. Lo shaku usato per misurare le costruzioni in carpenteria (曲尺?, kanejaku) era nel XIX secolo, poco prima della sua ridefinizione in termini di metro, un poco più lungo. Quello "tessile", o shaku "balena" (鯨尺?, kujirajaku) dal nome dei righelli costruiti con fanoni delle balene, usato dai sarti e dai mercanti di stoffe per misurare il tessuto, era di un quarto più lungo. Un'altra unità usata in campo tessile era il tan, pari a 25 shaku "tessili"). Gli abiti tradizionali giapponesi erano misurati con il 呉服尺?, shaku gofukujaku ("gofukujaku" significa "abito tradizionale"), più lungo di circa 1⁄5 dello shaku usato in carpenteria.
Il ri giapponese è molto più lungo del li cinese o di quello coreano e corrisponde a 36 chō, 2160 ken, 12960 shaku. Un'unità ancora più lunga, pari a 50 chō, 3000 ken e 18000 shaku, era stata in uso nella provincia di Ise e nelle nove province del Saikaidō. Inoltre la Marina giapponese usava il miglio nautico imperiale, detto "ri marino", pari a 6 080 piedi (1 850 m)..
| Mō | 毛? o 毫? | 1/10000 | 1/33000 m  | 0,03030 mm | 5/150876 yd     | 0,001193 in  |
| Rin | 厘?       | 1/1000  | 1/3300 m   | 0,3030 mm  | 25/75438 yd     | 0,01193 in   |
| Bu | 分?       | 1/100   | 1/330 m    | 3,030 mm   | 125/37719 yd    | 0,1193 in    |
| Sun | 寸?       | 1/10    | 1/33 m     | 3,030 cm   | 1250/37719 yd   | 1,193 in     |
| Shaku | 尺?       | 1       | 10/33 m    | 30,30 cm   | 12500/37719 yd  | 11,93 in     |
| Ken | 間?       | 6       | 20/11 m    | 1,818 m    | 25000/12573 yd  | 5 ft 11,6 in |
| Hiro | 尋?       | 6       | 20/11 m    | 1,818 m    | 25000/12573 yd  | 5 ft 11,6 in |
| Jō | 丈?       | 10      | 100/33 m   | 3,030 m    | 125000/37719 yd | 9 ft 11,3 in |
| Chō | 町?       | 360     | 1200/11 m  | 109,1 m    | 500000/4191 yd  | 357 ft 11 in |
| Ri | 里?       | 12960   | 43200/11 m | 3,927 km   | 6000/1397 yd    | 2,440 mi     |
| Note: - Le misure esatte seguono la Legge sui pesi e misure del 1891 e l'Accordo internazionale sulla iarda e la libbra del 1859. - I valori delle unità metriche sono esatti. Le approssimazioni di quelle US e imperiali sono arrotondate a quattro cifre significative. 1. 2. 3. 4. |           |         |            |            |                 |              |

Le unità tradizionali sono ancora usate per i materiali da costruzione. Per esempio il compensato è di solito prodotto in fogli di 182 × 91 cm chiamati saburokuhan (3 × 6版?), o 3 × 6 shaku. Ogni foglio è pari circa alla dimensione di tappeto di tatami. Comunque lo spessore del foglio è misurato in millimetri. Il nome di queste unità rimane ancora nel nome del flauto di bamboo shakuhachi (尺八?), letteralmente "otto shaku", che misura 1 shaku e 8 sun, e nella versione giapponese della storia di Pollicino (Tom Thumb), Issun Bōshi (一寸法師?), letteralmente "ragazzo un sun", così come in molti proverbi giapponesi. Le unità tradizionali sono poi utilizzate a livello internazionale per le "taglie" dello shinai (竹刀?), la spada di bambù usata nel kendō (剣道?).

## Area
L'unità base di misura della superficie giapponese è lo tsubo (坪?), equivalente a un ken quadrato o a 36 shaku quadrati. È il doppio della misura dello ""jō (畳?), l'area del tatami usato a Nagoya. Entrambe le unità sono usate informalmente nel discutere l'area delle proprietà terriere. Successivamente alla dominazione giapponese, un'unità derivata dallo tsubo è ancora usata come unità ufficiale a Taiwan.
L'area delle stanze è ancora comunemente misurata in tatami (畳?), 3 × 6 尺 corrispondenti a 1,6562 m², oltre che in metri quadrati.
| Shaku                                                                             | 勺?       | 1/100 | 4/121 m²       | 330,6 cm² | 6250000/158080329 yd²   | 51,24 in²    |
| Gō                                                                                | 合?       | 1/10  | 40/121 m²      | 0,3306 m² | 62500000/158080329 yd²  | 3,558 ft²    |
| Jō                                                                                | 畳?       | 1/2   | 200/121 m²     | 1,653 m²  | 312500000/158080329 yd² | 17.79 ft²    |
| Tsubo                                                                             | 坪?       | 1     | 400/121 m²     | 3,306 m²  | 625000/158080329 yd²    | 35.58 ft²    |
| Bu                                                                                | 歩?       | 1     | 400/121 m²     | 3,306 m²  | 625000/158080329 yd²    | 35.58 ft²    |
| Se                                                                                | 畝?       | 30    | 12000/121 m²   | 99,17 m²  | 6250000/52693443 yd²    | 1,067 ft²    |
| Tan                                                                               | 段? o 反? | 300   | 120000/121 m²  | 991,7 m²  | 62500000/52693443 yd²   | 10,674.6 ft² |
| Chō(bu)                                                                           | 町?(歩)   | 3000  | 1200000/121 m² | 0,9917 ha | 625000/52693443 yd²     | 2,4505 acri  |
| Note: - Le misure approssimate sono arrotondate a quattro cifre significative. 1. |           |       |                |           |                         |              |

## Volume

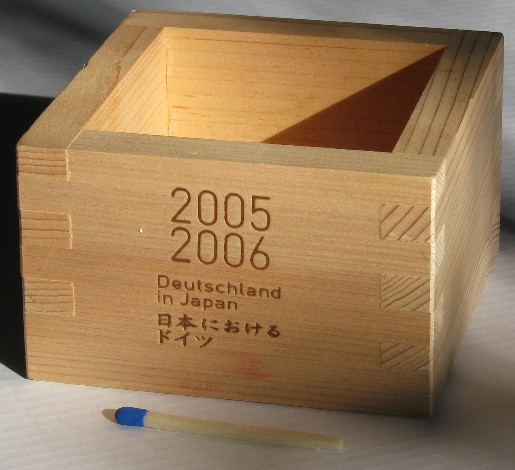
Una coppa di sakè (1 gō) usata nelle feste.

L'unità base di misura giapponese per il volume è lo shō (升?), sebbene il gō (合?) sia ora usato più spesso perché viene riconosciuto come la misura corretta di un bicchiere di sakè.
Il koku (石?) è storicamente importante: quello di riso era la misura della quantità di riso necessaria per nutrire una persona per un anno ed era usato per calcolare la produzione agricola e per i salari ufficiali. Il koku di riso era a volte calcolato come 3000 sacchi. A partire dagli anni 1940 il koku venne considerato pari a 1⁄10 di una tonnellata d'ingombro (shipping ton). Il koku di legname era pari a circa 280 L); e quello di pesce, come altri bushel moderni non venne più valutata in volume, ma in peso (40 kan. Lo shakujime di legname era pari a circa 340 L) e il taba a circa 108 piedi cubi (3 100 L).
| Sai                                                                          | 才? | 1/1000 | 2401/1331000 l | 1,804 ml | 37515625/15900351812136 yd³    | 29,28 US minim   | 240100/605084579 imp gal      | 30,47 imp minim  |
| Sai                                                                          | 才? | 1/1000 | 2401/1331000 l | 1,804 ml | 37515625/15900351812136 yd³    | 0,1101 in³       | 240100/605084579 imp gal      | 30,47 imp minim  |
| Shaku                                                                        | 勺? | 1/100  | 2401/133100 l  | 18,04 ml | 187578125/7950175906068 yd³    | 0,6100 US fl oz  | 2401000/605084579 imp gal     | 0,6349 imp fl oz |
| Shaku                                                                        | 勺? | 1/100  | 2401/133100 l  | 18,04 ml | 187578125/7950175906068 yd³    | 1,101 in³        | 2401000/605084579 imp gal     | 0,6349 imp fl oz |
| Gō                                                                           | 合? | 1/10   | 2401/13310 l   | 180,4 ml | 937890625/3975087953034 yd³    | 0,3812 US pt     | 24010000/605084579 imp gal    | 0,3174 imp pt    |
| Gō                                                                           | 合? | 1/10   | 2401/13310 l   | 180,4 ml | 937890625/3975087953034 yd³    | 0,3276 US dry pt | 24010000/605084579 imp gal    | 0,3174 imp pt    |
| Shō                                                                          | 升? | 1      | 2401/1331 l    | 1,804 l  | 4689453125/1987543976517 yd³   | 1,906 US qt      | 240100000/605084579 imp gal   | 1,587 imp qt     |
| Shō                                                                          | 升? | 1      | 2401/1331 l    | 1,804 l  | 4689453125/1987543976517 yd³   | 1,638 US dry qt  | 240100000/605084579 imp gal   | 1,587 imp qt     |
| To                                                                           | 斗? | 10     | 24010/1331 l   | 18,04 l  | 46894531250/1987543976517 yd³  | 4,765 US gal     | 2401000/605084579 imp gal     | 3,968 imp gal    |
| To                                                                           | 斗? | 10     | 24010/1331 l   | 18,04 l  | 46894531250/1987543976517 yd³  | 2,048 US pk      | 2401000/605084579 imp gal     | 3,968 imp gal    |
| Koku                                                                         | 石? | 100    | 240100/1331 l  | 180,4 l  | 468945312500/1987543976517 yd³ | 47,65 US qt      | 24010000/605084579 quarto imp | 39680 imp gal    |
| Koku                                                                         | 石? | 100    | 240100/1331 l  | 180,4 l  | 468945312500/1987543976517 yd³ | 5,119 bushel     | 24010000/605084579 quarto imp | 39680 imp gal    |
| Note: - Le approssimazioni sono arrotondate a quattro cifre significative 1. |     |        |                |          |                                |                  |                               |                  |

## Massa
L'unità base di misura della massa era il kan (貫?), sebbene nell'uso comune fosse più diffuso il momme (匁?). È un'unità di misura riconosciuta internazionalmente nell'industria della perla.
L'unità di massa giapponese corrispondente giapponese al tael cinese era il ryō (両?). Compare anche in fonti inglesi come tael, táīl, táhil e táïl. Era tradizionalmente riconosciuto come circa 4 o 10 momme ma, a causa della sua importanza come unità di misura fondamentale per i lingotti di oro e argento usati come valuta nel Giappone medievale. Il suo valore preciso variava da luogo a luogo e nel tempo.
| Mō | 毛? o 毫? | 1/1000000 | 3/800000 kg | 3,75 mg | 375/45359237 lb      | 8.267 μlb |
| Rin | 厘?       | 1/100000  | 3/80000 kg  | 37,5 mg | 3750/45359237 lb     | 0,5787 gr |
| Fun | 分?       | 1/10000   | 3/8000 kg   | 375 mg  | 37500/45359237 lb    | 5,787 gr  |
| Momme Monme | 匁?       | 1/1000    | 3/800 kg    | 3,75 g  | 375000/45359237 lb   | 2.116 dr  |
| Hyakume | 百目?     | 1/10      | 3/8 kg      | 375 g   | 37500000/45359237 lb | 13,23 oz  |
| Kin | 斤?       | 4/25      | 3/5 kg      | 600 g   | 60000/45359237 lb    | 1,323 lb  |
| Kan(me) | 貫?       | 1         | 15/4 kg     | 3,75 kg | 375000/45359237 lb   | 8,267 lb  |
| Maru | 丸?       | 8         | 30 kg       | 30 kg   | 3000/45359237 lb     | 66,14 lb  |
| Tan | 担? o 擔? | 16        | 60 kg       | 60 kg   | 6000/45359237 lb     | 132,3 lb  |
| Note: - Le misure esatte seguono la Legge sui pesi e misure del 1891 e l'Accordo internazionale sulla iarda e la libbra del 1859. - I valori delle unità metriche sono esatti. Le approssimazioni di quelle US e imperiali sono arrotondate a quattro cifre significative. 1. 2. 3. |           |           |             |         |                      |           |

## Unità inglesi
Unità di misura inglesi, sia statunitensi, che imperiali sono ancora usate in alcuni casi. Gli pneumatici delle biciclette non sportive, componenti hardware dei computer, fotografie e dimensioni degli schermi video sono misurati in piedi e pollici. Comunque le stampe fotografiche sono generalmente arrotondate al millimetro più vicino e gli schermi non sono descritti in termini di pollici ma di "tipo" (型?, gata. Per esempio un televisore con uno schermo da 17 pollici è descritto come "tipo 17" (17型?) e uno con uno schermo widescreen da 32 pollici è detto "32-vista-type" (32V型?).